# Luis Rubiales
Luis Manuel Rubiales Béjar (Las Palmas de Gran Canaria, 23 de agosto de 1977) é um oficial de futebol espanhol e ex-jogador profissional que atuou como defesa, atuando em 53 partidas da La Liga ao longo de três temporadas.
Foi presidente da Real Federação Espanhola de Futebol (RFEF) de 2018 a 2023 e um dos vice-presidentes da UEFA .

## Vida pregressa
Nasceu em Las Palmas, Ilhas Canárias, filho de pai Luis Manuel Rubiales Lopez, professor primário, e mãe Ángeles Béjar, cabeleireira. Foi criado em Motril, na província de Granada.

## Carreira de jogador
Passou a maior parte de sua carreira de jogador na Segunda División, representando Guadix CF, RCD Mallorca B, UE Lleida, Xerez CD, Levante UD (promovido à La Liga em 2004 e 2006) e Alicante CF. Ele fez sua estreia na primeira divisão espanhola em 29 de agosto de 2004, entrando como substituto tardio no empate em 1 a 1 fora de casa contra o Real Sociedad .
Em 4 de agosto de 2009, foi anunciado que Rubiales havia concordado com um contrato de um ano com o Hamilton Academical, da Premier League escocesa. No entanto, depois de apenas três jogos no campeonato, ele deixou o clube e voltou para a Espanha.

## Presidente da AFE
Em março de 2010, Rubiales foi eleito presidente da Associação de Futebolistas Espanhóis (AFE). Ele deixou o cargo em novembro de 2017 com a intenção de concorrer a um cargo na Real Federação Espanhola de Futebol.

## Presidente da RFEF
Foi presidente da  Federação Espanhola de Futebol (RFEF) de 2018 e 2023.
O seu governo à frente da RFEF foi atolado por incidentes que suscitaram o escrutínio público, que vão desde espionagem e corrupção a orgias pagas com dinheiro público, bem como pela prevalência do clientelismo. A FIFA o suspendeu do cargo após um beijo não consensual na jogadora de futebol Jennifer Hermoso durante a cerimônia de premiação da final da Copa do Mundo Feminina da FIFA de 2023.
Foi eleito presidente da RFEF em maio de 2018. Ao tomar posse, prometeu estabelecer um salário fixo para os dirigentes das federações regionais (até então a excepção e não a norma), dotando assim cada uma das entidades com 100.000 euros para a sua profissionalização. Vozes dissidentes dentro da RFEF teriam sido silenciadas posteriormente.
Em 2022, entrou com uma ação contra a Wikipédia exigindo a remoção do conteúdo da Wikipédia em espanhol que pudesse ser considerado prejudicial à sua honra. A reclamação foi apresentada através do departamento jurídico da RFEF. A ação tem como foco informações ligadas a escândalos, que, além do Caso Rubiales, incluem negociações de venda da Supercopa de España para a Arábia Saudita, envolvendo comissões e benefícios pessoais, além de mensagens depreciativas aos times da liga espanhola.
Em 25 de março de 2023, a RFEF reconheceu o Levante FC, vencedor da Copa de la España Libre de 1937, agora substituído pelo Levante UD, como o equivalente a vencer a Copa del Rey . Rubiales entregou então o troféu ao capitão do Levante em 2023, Vicente Iborra, antes da partida contra o Real Zaragoza, em 31 de março.

### Incidente na Copa do Mundo Feminina de 2023
Depois que a Espanha venceu a Copa do Mundo Feminina em agosto de 2023, Rubiales beijou a meio-campista espanhola Jennifer Hermoso nos lábios durante a entrega da medalha; Hermoso mais tarde indicou durante sua transmissão ao vivo no Instagram que ela não gostou do beijo. No vestiário, ele teria colocado o braço em volta dela e dito: “Lá, vamos celebrar o casamento de Jenni e Luis Rubiales” em Ibiza.
Rubiales foi visto anteriormente agarrando sua virilha enquanto estava no camarote das autoridades perto da rainha Letizia e de sua filha de 16 anos, a infanta Sofia. Rubiales posteriormente enfrentou críticas generalizadas por suas comemorações, inclusive da jogadora de futebol americana Megan Rapinoe. O primeiro-ministro espanhol, Pedro Sánchez, também pediu a sua renúncia. Rubiales pediu desculpas pela sua conduta, afirmando que as suas comemorações foram “num momento de euforia”.
A AFE emitiu um comunicado oficial de que se Rubiales não renunciasse imediatamente, exigiria que a Lei Desportiva fosse aplicada contra ele. De acordo com o Relevo do Grupo Vocento, ele teria implorado a Hermoso que aparecesse ao lado dele em um vídeo de desculpas, enquanto Jorge Vilda fez vários pedidos sem sucesso à família de Hermoso para que ela se manifestasse em apoio a Rubiales. A RFEF também enviou à EFE uma declaração incorreta dizendo que Hermoso tolerava o comportamento de Rubiales. Atuando por meio de seu sindicato de jogadores Futpro, Hermoso pediu à RFEF, sem mencionar diretamente Rubiales, que garantisse os direitos dos jogadores [Futpro] e tomasse medidas exemplares".
Em 26 de agosto de 2023, o Comitê Disciplinar da FIFA suspendeu provisoriamente Rubiales por um período de 90 dias, da mesma forma "ordenando" (por meio de diretivas adicionais) Rubiales (e a RFEF) que se abstivessem, através dele ou de terceiros, de entrar em contato ou tentar entrar em contato com Hermoso, em 10 de setembro de 2023, Rubiales renunciou o cargo de presidente da Federação Espanhola.
Em 3 de março de 2024 foi detido devido a suspeitas de corrupção e branqueamento de capitais relacionados com contratos assinados durante a sua presidência na RFEF, com especial foco na entrega da organização da Supertaça de Espanha à Arábia Saudita.

## Vida pessoal
Foi casado anteriormente com a advogada Manuela Delicado Vega, com quem tem três filhas.

## Honras
Levante
- Segunda Divisão : 2003–04[35]